# Velika in Mala Karlovica
Velika in Mala Karlovica sta kraški jami ob zahodnem obrobju Cerkniškega polja, sta ponorni in zato blatni jami. Vanju se stekajo vode Cerkniščice in Stržena. Sistem Velike Karlovice je bil doslej raziskan v dolžini 7 km, 200 m oddaljeni vhod v Malo Karlovico pa je bil med letoma 1969 in 1990 v celoti zazidan. Voda, ki teče po teh jamah, nadaljuje svojo pot v Zelške jame in je del porečja Ljubljanice.